# Assisi
Assisi (Nederlands, verouderd: Assisië) is een stad in de Italiaanse regio Umbrië met ongeveer 25.000 inwoners. De stad van de 13de-eeuwse heiligen Franciscus en Clara van Assisi is een bekende bedevaartsplaats, die ook door toeristen gewaardeerd wordt vanwege haar heuvelachtige, smalle straatjes en pittoreske winkeltjes.

## Stadsbeeld

### Landschap
Assisi biedt een imposant uitzicht: de stad is gebouwd op de helling van een heuvel die links het dal van Spoleto overziet tot rechts Perugia op zo'n 15 kilometer afstand. Zij is bekend om haar warm-witte kleur en silhouet, gedomineerd door de basiliek en de burcht ('Rocca Maggiore') op de heuveltop, aan de voet van de groene, 1290 meter hoge Monte Subasio.

### Kerken

#### Sint-Franciscusbasiliek
De belangrijkste toeristische attractie van de Midden-Italiaanse stad is de Sint-Franciscusbasiliek. Deze kerk werd in de 13e eeuw gebouwd op het graf van de heilige Franciscus. Zij bestaat uit crypte, benedenkerk en bovenkerk. Tijdens de aardbeving van 1997 werden stadje en basiliek zwaar beschadigd, en zijn sindsdien gerestaureerd; de fresco's van o.a. Giotto di Bondone waren in zo'n 300.000 stukjes van de muren gevallen. De kerk werd in 2000 op de Werelderfgoedlijst van UNESCO geplaatst.

#### Andere kerken
De Duomo, gewijd aan San Rufino, is gebouwd in romaanse stijl (te herkennen aan de vele rondbogen) en herbergt in een klein museum enkele schilderijen; ook de crypte met archeologische vondsten is een publiekstrekker. Zo zijn er nog enkele kerken van rond de 12e eeuw. De stad in zijn geheel heeft de middeleeuwse sfeer bewaard. Iets buiten de stadsmuren ligt het klooster van San Damiano, dat eveneens zeer authentiek is gebleven. De Basilica di Santa Maria degli Angeli (Basiliek van Onze-Lieve-Vrouw van de engelen) is een monumentale kerk uit de late renaissance die zich aan de voet van de heuvel van Assisi bevindt, in de frazione (buurtschap) Santa Maria degli Angeli.

### Wereldlijke bouwkunst
Het grootste plein van Assisi, de Piazza del Comune, wordt gedomineerd door de zuilen van de Romeinse tempel van Minerva, die bewaard is gebleven omdat men er in later tijden een kerk achter gebouwd heeft. In de veertiende eeuw werd hier het Palazzo del Popolo gebouwd, het gemeentehuis, dat nog steeds in gebruik is. De volksmacht die in de dertiende eeuw, zoals in veel Umbrische steden, de kerkelijke en wereldlijke heersers verdreef, is te herkennen in het Palazzo del Capitano del Popolo, voorzien van een massieve toren.

## Geschiedenis
De plaats was achtereenvolgens een nederzetting van de Umbriërs, de Etrusken en de Romeinen. Uit de Romeinse tijd is de Minervatempel van Assisium, die werd omgevormd tot een kerk, bewaard gebleven.
In de vroege middeleeuwen viel Assisi onder de hertogen van Spoleto. In de twaalfde eeuw werd Assisi een zelfstandige gemeente en de volgende eeuwen waren er regelmatig conflicten en oorlogen met het naburige Perugia. Van de zestiende eeuw tot de vorming van Italië in 1860 lag Assisi in de Pauselijke Staten.

### Aardbeving
Op 26 september 1997 werd Assisi getroffen door een zware aardbeving. Er vielen vier doden. Onder meer de Basilica werd ernstig beschadigd; een deel van het gewelf stortte in. De kerk werd gedurende twee jaar gesloten wegens restauratie.

## Geografie
De gemeente Assisi ligt in de provincie Perugia en heeft een oppervlakte van 187,19 vierkante kilometer. De Topino en de Chiascio stromen door de gemeente.

Assisi binnen de provincie Perugia

## Geboren in Assisi
- Franciscus van Assisi (ca. 1182-1226)
- Clara van Assisi (1193-1253)